# Kelet–nyugati tengely (Debrecen)
Debrecen kelet–nyugati tengelye kelet felé a Széchenyi utca – Kossuth utca – Faraktár utca, nyugat felé pedig a Szent Anna utca – Miklós utca útvonal. A kelet–nyugati tengelyen haladt az 1980-as évekig a 4-es főút. Debrecen egyik legforgalmasabb útvonala.

## Autós közlekedés
2017 novemberében egyirányúsították a kelet–nyugati tengelyt. A Széchenyi és Kossuth utcákon csak kelet felé, a Szent Anna és Miklós utcákon csak nyugat fel lehet haladni két sávon.

## Tömegközlekedés
Az egyirányúsítás a tömegközlekedést nem érintette, ugyanis a buszoknak és a trolibuszoknak ellenirányú buszsávot alakítottak ki. Itt közlekednek a legforgalmasabb járatok. Jelenleg az alábbi járatok érintik a kelet–nyugati tengelyt:
- Trolibusz: 3, 3A, 4
- Autóbusz: 19, 25, 25Y, 34, 35, 35Y, 36, 41, 41Y, 42, 42A, 45, 125, 125Y